# Frasso Sabino
Frasso Sabino is een gemeente in de Italiaanse provincie Rieti (regio Latium) en telt 645 inwoners (31-12-2004). De oppervlakte bedraagt 4,4 km², de bevolkingsdichtheid is 158 inwoners per km².

## Demografie
Frasso Sabino telt ongeveer 275 huishoudens. Het aantal inwoners steeg in de periode 1991-2001 met 19,0% volgens cijfers uit de tienjaarlijkse volkstellingen van ISTAT.
| Jaar | Inwoneraantal |
| ---- | ------------- |
| 1991 | 531           |
| 2001 | 632           |

## Geografie
De gemeente ligt op ongeveer 412 m boven zeeniveau.
Frasso Sabino grenst aan de volgende gemeenten: Casaprota, Monteleone Sabino, Poggio Moiano, Poggio Nativo, Poggio San Lorenzo.
Accumoli · Amatrice · Antrodoco · Ascrea · Belmonte in Sabina · Borbona · Borgo Velino · Borgorose · Cantalice · Cantalupo in Sabina · Casaprota · Casperia · Castel Sant'Angelo · Castel di Tora · Castelnuovo di Farfa · Cittaducale · Cittareale · Collalto Sabino · Colle di Tora · Collegiove · Collevecchio · Colli sul Velino · Concerviano · Configni · Contigliano · Cottanello · Fara in Sabina · Fiamignano · Forano · Frasso Sabino · Greccio · Labro · Leonessa · Longone Sabino · Magliano Sabina · Marcetelli · Micigliano · Mompeo · Montasola · Monte San Giovanni in Sabina · Montebuono · Monteleone Sabino · Montenero Sabino · Montopoli di Sabina · Morro Reatino · Nespolo · Orvinio · Paganico Sabino · Pescorocchiano · Petrella Salto · Poggio Bustone · Poggio Catino · Poggio Mirteto · Poggio Moiano · Poggio Nativo · Poggio San Lorenzo · Posta · Pozzaglia Sabina · Rieti · Rivodutri · Rocca Sinibalda · Roccantica · Salisano · Scandriglia · Selci · Stimigliano · Tarano · Toffia · Torri in Sabina · Torricella in Sabina · Turania · Vacone · Varco Sabino
1. ↑  https://demo.istat.it/?l=it.